# EHC Kreuzlingen-Konstanz
Der EHC Kreuzlingen-Konstanz ist ein Schweizer Eishockeyclub aus Kreuzlingen im Kanton Thurgau.

## Geschichte
Gegründet wurde der EHC Kreuzlingen-Konstanz (EHCKK) zur Förderung des Eishockeysports sowohl auf der Aktivenstufe als auch im Nachwuchsbereich am 26. Oktober 1956 als EHC Kreuzlingen. Die erste Teilnahme an der schweizerischen Eishockeymeisterschaft fand in der Saison 1957/58 statt. Die Heimspiele wurden bis zum Bau der Bodensee-Arena auf dem Natureisfeld im Döbele ausgetragen. Das erste Heimspiel in der fertiggestellten Kunsteisbahn der Städte Kreuzlingen und Konstanz (heute Bodensee-Arena) konnte am 5. November 1977 ausgetragen werden. Im Januar 2000 wurde der Eishockeyverein der deutschen Nachbarstadt Konstanz aufgelöst und ging in dem Kreuzlinger Verein auf. Damit einher ging die Namensänderung von EHC Kreuzlingen in EHC Kreuzlingen-Konstanz.

## Aktuell
Die erste Mannschaft des EHCKK spielt aktuell in der 2. Liga/Ostgruppe der Schweizer Eishockeymeisterschaft. Es besteht eine lose Zusammenarbeit im Nachwuchs- und Aktivbereich mit den Bodensee Devils und dem EHC Frauenfeld.